# Danielle Harris
Danielle Andrea Harris (ur. 1 czerwca 1977 w Nowym Jorku) – amerykańska aktorka telewizyjna i filmowa. Grała m.in. w czwartej, piątej, dziewiątej i dziesiątej części serii filmów Halloween. Zagrała u boku Bruce'a Willisa w filmie Ostatni skaut.

## Życiorys
Po ukończeniu szkoły podstawowej, razem z rodzicami przeniosła się do Nowego Jorku, gdzie została zapisana do PS232 Elementary School i rozpoczęła karierę dziecięcej aktorki w operze mydlanej Tylko jedno życie. Była trzykrotnie nominowana do Young Artist Award za role w serialu Roseanne i zwariowanej komedii Nie mów mamie, że niania nie żyje.
Okazjonalnie zajmowała się też reżyserią, przy czym tylko film Among Friends z 2012 wyreżyserowała samodzielnie.